# Cupiennius vodou
Cupiennius vodou är en spindelart som beskrevs av Antonio D. Brescovit och Polotow 2005. Cupiennius vodou ingår i släktet Cupiennius och familjen Ctenidae. Inga underarter finns listade i Catalogue of Life.